# Jeff Flake
Jeffry Lane "Jeff" Flake (Snowflake, 31 de diciembre de 1962) es un político estadounidense. Actualmente representada al estado de Arizona en el Senado de ese país. Está afiliado al Partido Republicano. En cuanto a sus posiciones políticas, se opone al control de armas, se opone a la privacidad en Internet, apoya la reforma migratoria y defiende la reducción de impuestos.

## Biografía
Nacido en una familia mormona, debutó en la política en 2000, cuando alcanzó un escaño en la Cámara de Representantes por el 6.º distrito congresional de Arizona. Fue reelegido cinco veces.
Flake es un republicano conservador y, básicamente, apoyada por la Unión Conservadora Estadounidense, pero en varias ocasiones se ha distanciado de las posiciones de su partido. Por ejemplo, fue uno de los quince republicanos a votar a favor de la política Don't ask, don't tell.
En 2011, se presentó al Senado para reemplazar a Jon Kyl. En las elecciones de noviembre Flake enfrentó y derrotó al ex Cirujano General de los Estados Unidos Richard Carmona.